# Campionat del Món de Clubs de futbol 2015
El Campionat del Món de Clubs de futbol 2015 (conegut oficialment com a Campionat del Món de la FIFA de Clubs de futbol 2015 presentat per Alibaba E-Auto per raons d'esponsorització)
fou la dotzena edició del Campionat del Món de Clubs, una competició de futbol organitzada per la FIFA entre els clubs campions de cadascuna de les sis confederacions continentals, més el campió de la lliga nacional del país hoste. El torneig es va celebrar al Japó entre els dies 10-20 de desembre de 2015.
La competició la va guanyar el FC Barcelona, en vèncer el River Plate argentí per 3 a 0 a la final.

## Seus
El Japó i l'Índia s'havien interessat a organitzar tant aquesta edició com la de 2016, però els indis es van retirar el novembre de 2014. El día 23 d'abril de 2015 la FIFA va confirmar que el Japó organitzaria les edicions de 2015 i 2016.
El 22 de maig de 2015, l'Estadi Nagai a Osaka i l'Estadi Internacional de Yokohama a Yokohama foren confirmades com les dues seus del torneig.
| Osaka                                                           | OsakaYokohama | Yokohama                                               |
| --------------------------------------------------------------- | ------------- | ------------------------------------------------------ |
| Estadi Nagai                                                    | OsakaYokohama | Estadi Internacional de Yokohama                       |
| 34° 36′ 50.83″ N, 135° 31′ 6.42″ E / 34.6141194°N,135.5184500°E | OsakaYokohama | 35° 30′ 35″ N, 139° 36′ 20″ E / 35.50972°N,139.60556°E |
| Capacitat: 47,816                                               | OsakaYokohama | Capacitat: 72,327                                      |
|                                                                 | OsakaYokohama |                                                        |

## Plantilles
Cada equip havia de proposar una plantilla de 23 homes (tres dels quals havien de ser porters) abans del 30 de novembre de 2015, data límit posada per la FIFA. Les plantilles de sis dels set equips foren confirmades per la FIFA el 3 de desembre de 2015 (llevat del Sanfrecce Hiroshima, que no va confirmar la seva participació fins al 5 de desembre de 2015). Els lesionats es podien substituir a les llistes fins a 24 hores abans del primer partit de l'equip.

## Quadre de competició
|  | Prèvia                    | Prèvia                 |                           |              | Quarts de final        | Quarts de final        |             |             | Semifinals | Semifinals |  |  | Final                     | Final                     |
|  | 10 de desembre – Yokohama |                        |                           |              |                        |                        |             |             |            |            |  |  |                           |                           |
|  | Sanfrecce Hiroshima       | 2                      |                           |              | 13 de desembre – Osaka | 13 de desembre – Osaka |             |             |            |            |  |  |                           |                           |
|  | Sanfrecce Hiroshima       | 2                      |                           |              | 13 de desembre – Osaka | 13 de desembre – Osaka |             |             |            |            |  |  |                           |                           |
|  | Auckland City             | 0                      |                           |              | Tout Puissant Mazembe  | 0                      |             |             |            |            |  |  |                           |                           |
|  | Auckland City             | 0                      | 16 de desembre – Osaka    |              | Tout Puissant Mazembe  | 0                      |             |             |            |            |  |  |                           |                           |
|  |                           |                        |                           |              | Sanfrecce Hiroshima    | 3                      |             |             |            |            |  |  |                           |                           |
|  | Sanfrecce Hiroshima       | 0                      |                           |              | Sanfrecce Hiroshima    | 3                      |             |             |            |            |  |  |                           |                           |
|  | Sanfrecce Hiroshima       | 0                      |                           |              |                        |                        |             |             |            |            |  |  |                           |                           |
|  |                           |                        | River Plate               | 1            |                        |                        |             |             |            |            |  |  |                           |                           |
|  |                           |                        | River Plate               | 1            |                        |                        |             |             |            |            |  |  |                           |                           |
|  |                           |                        | 20 de desembre – Yokohama |              |                        |                        |             |             |            |            |  |  |                           |                           |
|  |                           |                        |                           |              |                        |                        |             |             |            |            |  |  |                           |                           |
|  | River Plate               | 0                      |                           |              |                        |                        |             |             |            |            |  |  |                           |                           |
|  | River Plate               | 0                      | 13 de desembre – Osaka    |              |                        |                        |             |             |            |            |  |  |                           |                           |
|  |                           | FC Barcelona           | 3                         |              |                        |                        |             |             |            |            |  |  |                           |                           |
|  |                           |                        | 3                         | Club América | 1                      |                        |             |             |            |            |  |  |                           |                           |
|  | 17 de desembre – Yokohama |                        |                           | Club América | 1                      |                        |             |             |            |            |  |  |                           |                           |
|  |                           | Guangzhou Evergrande   | 2                         |              |                        |                        |             |             |            |            |  |  |                           |                           |
|  | FC Barcelona              | Guangzhou Evergrande   | 2                         | 3            |                        |                        |             |             |            |            |  |  |                           |                           |
|  | FC Barcelona              | Cinquè lloc            | Cinquè lloc               | 3            |                        |                        | Tercer lloc | Tercer lloc |            |            |  |  |                           |                           |
|  |                           | Cinquè lloc            | Cinquè lloc               |              | Guangzhou Evergrande   | 0                      | Tercer lloc | Tercer lloc |            |            |  |  |                           |                           |
|  | Club América              | 2                      | Sanfrecce Hiroshima       | 2            | Guangzhou Evergrande   | 0                      |             |             |            |            |  |  |                           |                           |
|  | Club América              | 2                      | Sanfrecce Hiroshima       | 2            |                        |                        |             |             |            |            |  |  |                           |                           |
|  | Tout Puissant Mazembe     | 1                      | Guangzhou Evergrande      | 1            |                        |                        |             |             |            |            |  |  |                           |                           |
|  | Tout Puissant Mazembe     | 1                      | Guangzhou Evergrande      | 1            |                        |                        |             |             |            |            |  |  |                           |                           |
|  | 16 de desembre – Osaka    | 16 de desembre – Osaka |                           |              |                        |                        |             |             |            |            |  |  | 20 de desembre – Yokohama | 20 de desembre – Yokohama |

### Play-off pels quarts de final
| Sanfrecce Hiroshima        | 2–0     | Auckland City |
| -------------------------- | ------- | ------------- |
| Minagawa 9' · Shiotani 70' | Detalls |               |

### Quarts de final
| América     | 1–2     | Guangzhou Evergrande            |
| ----------- | ------- | ------------------------------- |
| Peralta 55' | Detalls | Zheng Long 80' · Paulinho 90+3' |

| TP Mazembe | 0–3     | Sanfrecce Hiroshima                  |
| ---------- | ------- | ------------------------------------ |
|            | Detalls | Shiotani 44' · Chiba 56' · Asano 78' |

### Partit pel cinquè lloc
| América                    | 2–1     | TP Mazembe |
| -------------------------- | ------- | ---------- |
| Benedetto 19' · Zúñiga 28' | Detalls | Kalaba 43' |

### Semifinals
| Sanfrecce Hiroshima | 0–1     | River Plate |
| ------------------- | ------- | ----------- |
|                     | Detalls | Alario 72'  |

| FC Barcelona                | 3–0     | Guangzhou Evergrande |
| --------------------------- | ------- | -------------------- |
| Suárez 39', 50', 67' (pen.) | Detalls |                      |

### Partit pel tercer lloc
| Sanfrecce Hiroshima | 2–1     | Guangzhou Evergrande |
| ------------------- | ------- | -------------------- |
| Douglas 70', 83'    | Detalls | Paulinho 4'          |

### Final
| River Plate | 0–3     | FC Barcelona                |
| ----------- | ------- | --------------------------- |
|             | Detalls | Messi 36' · Suárez 49', 68' |

## Classificació final
Per convenció estadística en el futbol, els partits decidits en el temps afegit es computen com a victòries o derrotes, mentre que els partits decidits en tanda de penals es computen com a empats.
| Pos | Equip                         | PJ | PG | PE | PP | GF | GC | DG | Pts |
| --- | ----------------------------- | -- | -- | -- | -- | -- | -- | -- | --- |
| 1   | FC Barcelona (UEFA)           | 2  | 2  | 0  | 0  | 6  | 0  | +6 | 6   |
| 2   | River Plate (CONMEBOL)        | 2  | 1  | 0  | 1  | 1  | 3  | −2 | 3   |
| 3   | Sanfrecce Hiroshima (AFC) (H) | 4  | 3  | 0  | 1  | 7  | 2  | +5 | 9   |
| 4   | Guangzhou Evergrande (AFC)    | 3  | 1  | 0  | 2  | 3  | 6  | −3 | 3   |
| 5   | América (CONCACAF)            | 2  | 1  | 0  | 1  | 3  | 3  | 0  | 3   |
| 6   | TP Mazembe (CAF)              | 2  | 0  | 0  | 2  | 1  | 5  | −4 | 0   |
| 7   | Auckland City (OFC)           | 1  | 0  | 0  | 1  | 0  | 2  | −2 | 0   |

## Golejadors
| Posició | Jugador               | Equip                | Gols |
| ------- | --------------------- | -------------------- | ---- |
| 1       | Luis Suárez           | FC Barcelona         | 5    |
| 2       | Paulinho              | Guangzhou Evergrande | 2    |
| 2       | Douglas               | Sanfrecce Hiroshima  | 2    |
| 2       | Tsukasa Shiotani      | Sanfrecce Hiroshima  | 2    |
| 5       | Darío Benedetto       | América              | 1    |
| 5       | Oribe Peralta         | América              | 1    |
| 5       | Martín Eduardo Zúñiga | América              | 1    |
| 5       | Lionel Messi          | FC Barcelona         | 1    |
| 5       | Zheng Long            | Guangzhou Evergrande | 1    |
| 5       | Rainford Kalaba       | TP Mazembe           | 1    |
| 5       | Lucas Alario          | River Plate          | 1    |
| 5       | Takuma Asano          | Sanfrecce Hiroshima  | 1    |
| 5       | Kazuhiko Chiba        | Sanfrecce Hiroshima  | 1    |
| 5       | Yusuke Minagawa       | Sanfrecce Hiroshima  | 1    |

## Guardons
Al final del torneig es varen lliurar els següents premis.
| adidas Pilota d'Or           | adidas Pilota d'Argent        | adidas Pilota de Bronze         |
| ---------------------------- | ----------------------------- | ------------------------------- |
| Luis Suárez · (FC Barcelona) | Lionel Messi · (FC Barcelona) | Andrés Iniesta · (FC Barcelona) |
| Premi Fair Play de la FIFA   |                               |                                 |
| FC Barcelona                 |                               |                                 |